# Dopuszczalne dzienne spożycie
Dopuszczalne dzienne spożycie, dopuszczalne dzienne pobranie, dopuszczalna dzienna dawka, ADI (od ang. acceptable daily intake) – wskaźnik określający maksymalną ilość substancji w przeliczeniu na kilogram masy ciała, która może być spożywana codziennie z żywnością bez znacznych negatywnych skutków dla zdrowia przez całe życie.

## Historia
To pojęcie po raz pierwszy zostało zastosowane przez Radę Europy w 1961 r., a następnie Połączony Komitet Ekspertów ds. Dodatków do Żywności FAO/WHO, który jest prowadzony przez dwie jednostki Organizacji Narodów Zjednoczonych: Organizację Narodów Zjednoczonych do spraw Wyżywienia i Rolnictwa (ang. Food and Agriculture Organization of the United Nations, FAO) i Światową Organizacja Zdrowia (ang. World Health Organization, WHO).

## Zastosowanie
Dopuszczalne dzienne spożycie jest określane dla między innymi, większości dodatków do żywności, pozostałości pestycydów i leków weterynaryjnych. Wskaźnik ten jest najczęściej podawany w miligramach na kilogram masy ciała (mg/kg) na 1 dobę i dotyczy łącznego pobrania danej substancji różnymi drogami (z wodą, żywnością, powietrzem, kosmetykami, lekami).